# Ayteke Bi (ort i Kazakstan)
Ayteke Bi (kazakiska: Äyteke Bī) är en ort i Kazakstan.   Den ligger i oblystet Qyzylorda, i den centrala delen av landet, 900 km sydväst om huvudstaden Astana. Ayteke Bi ligger 70 meter över havet och antalet invånare är 35 883.
Terrängen runt Ayteke Bi är mycket platt.  Trakten runt Ayteke Bi är nära nog obefolkad, med mindre än två invånare per kvadratkilometer. Ayteke Bi är det största samhället i trakten. Trakten runt Ayteke Bi består i huvudsak av gräsmarker.